# Raphiglossa tibestica
Raphiglossa tibestica är en stekelart som beskrevs av Giordani Soika 1974. Raphiglossa tibestica ingår i släktet Raphiglossa och familjen Eumenidae. Inga underarter finns listade i Catalogue of Life.